# Alex Telles
Alex Nicolao Telles (Caxias do Sul, 15 dicembre 1992) è un calciatore brasiliano di origini italiane, difensore del Botafogo.

## Caratteristiche tecniche
Telles è un terzino sinistro di spinta, dotato di ottima corsa, buona visione di gioco e un piede mancino preciso e potente. È stato paragonato a Roberto Carlos e, per certi aspetti, a Leonardo. Il suo punto forte sono i cross tesi e precisi per i compagni in area, difensivamente è migliorato nella sua esperienza al Galatasaray, soprattutto grazie a Roberto Mancini. Si dimostra molto abile nei calci piazzati ed inoltre è anche un buon rigorista, ha messo a segno 12 penalty su 15 calciati.

## Carriera

### Club

#### Juventude
Telles è nato a Caxias do Sul, una città sita nello stato brasiliano di Rio Grande do Sul. All'età di otto anni ha iniziato a giocare a calcio con i bambini del vicinato ed è stato inserito in una accademia giovanile dell'Esporte Clube Juventude. Dopo essersi creato una reputazione nelle giovanili, ha iniziato a giocare in prima squadra con l'Esporte Clube Juventude: ha esordito il 21 gennaio 2011 contro l'Esporte Clube São José. Ha segnato il suo primo gol il 20 agosto dello stesso anno, nel pareggio per 1-1 contro il Cruzeiro.

#### Gremio
Nel dicembre 2012 si è trasferito al Grêmio. Ha esordito con la nuova maglia il 3 febbraio 2013 contro l'Internacional. Il 26 maggio, Telles ha esordito nel Brasileirão partendo titolare nella vittoria per 2-0 contro il Náutico del 26 maggio 2013.

#### Galatasaray e Inter
Il 22 gennaio 2014 viene acquistato dalla squadra turca del Galatasaray per circa 6 milioni di euro siglando un contratto quadriennale. Ha esordito due settimane dopo, giocando titolare nella vittoria per 3-0 contro il Tokatsport, partita valida per la Türkiye Kupası, mentre il suo esordio in Süper Lig è stato l'8 febbraio 2014 nella vittoria casalinga contro l'Eskişehirspor. Ha segnato la sua prima rete per il Galatasaray nella vittoria casalinga contro l'Akhisar Belediyespor per 6-1 l'8 marzo dello stesso anno.
Il 31 agosto 2015 passa in prestito oneroso all'Inter per 1,3 milioni di euro; in nerazzurro ritrova Roberto Mancini che lo aveva allenato al suo primo anno in Turchia. Fa il suo debutto nel derby di Milano del 13 settembre vinto 1-0. Totalizza 21 presenze in campionato senza segnare, ricevendo anche un'espulsione.

#### Porto
Conclusa l'esperienza italiana, il 12 luglio 2016 si trasferisce a titolo definitivo al Porto per 6,5 milioni di euro. In quattro stagioni colleziona 191 presenze e 24 gol complessivi, vincendo due campionati, una Coppa del Portogallo e una Supercoppa portoghese. In particolare nella stagione 2019-2020 si mette in mostra segnando 13 gol (11 in campionato e 2 nelle coppe).

#### Manchester United e prestito al Siviglia
Il 5 ottobre 2020 viene ceduto a titolo definitivo al Manchester Utd per 15 milioni di euro, con il quale firma un contratto quadriennale con opzione per il quinto anno.
Nella stagione 2022-23 gioca in prestito al Siviglia, con cui vince l'Europa League.

#### Al-Nassr e Botafogo
Il 23 luglio 2023, tornato in Inghilterra, Telles viene ufficialmente acquistato a titolo definitivo dall'Al-Nassr, squadra della Saudi Professional League.
Il 2 settembre 2024 rescinde il suo contratto con il club saudita. Un giorno dopo fa ritorno in patria accasandosi al Botafogo.

### Nazionale
Sebbene sia nato in Brasile, Telles ha anche un passaporto italiano, che lo rendeva idoneo a rappresentare la nazionale italiana. Nell'ottobre 2016, Telles ha detto che avrebbe accolto una convocazione dagli Azzurri, aggiungendo che i suoi bisnonni sono italiani e si sente italiano. Nel marzo 2019 riceve la sua prima convocazione, però nella nazionale brasiliana dal Commissario tecnico Tite. Fa il suo esordio con la maglia verde-oro il 23 marzo successivo, giocando da titolare per tutti e 90 i minuti, nell'amichevole disputata a Porto pareggiata per 1-1 dal Brasile contro il Panama.

## Statistiche

### Presenze e reti nei club
Statistiche aggiornate al 28 febbraio 2025.
| Stagione              | Squadra               | Campionato            | Campionato | Campionato | Coppe nazionali | Coppe nazionali | Coppe nazionali | Coppe continentali | Coppe continentali | Coppe continentali | Altre coppe | Altre coppe | Altre coppe | Totale | Totale |
| Stagione              | Squadra               | Comp                  | Pres       | Reti       | Comp            | Pres            | Reti            | Comp               | Pres               | Reti               | Comp        | Pres        | Reti        | Pres   | Reti   |
| --------------------- | --------------------- | --------------------- | ---------- | ---------- | --------------- | --------------- | --------------- | ------------------ | ------------------ | ------------------ | ----------- | ----------- | ----------- | ------ | ------ |
| 2011                  | Juventude             | A+PD/RS               | 4+11       | 1+0        | CB              | 0               | 0               | -                  | -                  | -                  | -           | -           | -           | 15     | 1      |
| 2012                  | Juventude             | A+PD/RS               | 9+4        | 1+0        | CB              | 2               | 0               | -                  | -                  | -                  | -           | -           | -           | 15     | 1      |
| Totale Juventude      | Totale Juventude      | Totale Juventude      | 13+15      | 2+0        |                 | 2               | 0               |                    | -                  | -                  |             | -           | -           | 30     | 2      |
| 2013                  | Grêmio                | A+PD/RS               | 36+6       | 1+0        | CB              | 6               | 0               | CL+CS              | 3+0                | 0                  | -           | -           | -           | 51     | 1      |
| gen.-giu. 2014        | Galatasaray           | SL                    | 15         | 1          | TK              | 4               | 0               | UCL                | 2                  | 0                  | ST          | 0           | 0           | 21     | 1      |
| 2014-2015             | Galatasaray           | SL                    | 22         | 1          | TK              | 8               | 0               | UCL                | 5                  | 0                  | ST          | 1           | 0           | 36     | 1      |
| lug.-ago. 2015        | Galatasaray           | SL                    | 2          | 0          | TK              | 0               | 0               | UCL                | 0                  | 0                  | ST          | 1           | 0           | 3      | 0      |
| Totale Galatasaray    | Totale Galatasaray    | Totale Galatasaray    | 39         | 2          |                 | 12              | 0               |                    | 7                  | 0                  |             | 2           | 0           | 60     | 2      |
| ago. 2015-2016        | Inter                 | A                     | 21         | 0          | CI              | 1               | 0               | -                  | -                  | -                  | -           | -           | -           | 22     | 0      |
| 2016-2017             | Porto                 | PL                    | 32         | 1          | CP+CdL          | 2+2             | 0               | UCL                | 9                  | 0                  | -           | -           | -           | 45     | 1      |
| 2017-2018             | Porto                 | PL                    | 30         | 3          | CP+CdL          | 5+3             | 0               | UCL                | 7                  | 1                  | -           | -           | -           | 45     | 4      |
| 2018-2019             | Porto                 | PL                    | 33         | 4          | CP+CdL          | 5+4             | 1+0             | UCL                | 10                 | 1                  | SP          | 1           | 0           | 53     | 6      |
| 2019-2020             | Porto                 | PL                    | 31         | 11         | CP+CdL          | 5+3             | 1+1             | UCL+UEL            | 2+8                | 0                  | -           | -           | -           | 49     | 13     |
| set.-ott. 2020        | Porto                 | PL                    | 3          | 2          | CP+CdL          | 0               | 0               | UCL                | 0                  | 0                  | -           | -           | -           | 3      | 2      |
| Totale Porto          | Totale Porto          | Totale Porto          | 129        | 21         |                 | 29              | 3               |                    | 36                 | 2                  |             | 1           | 0           | 195    | 26     |
| ott. 2020-2021        | Manchester Utd        | PL                    | 9          | 0          | FACup+CdL       | 3+1             | 0+0             | UCL+UEL            | 4+7                | 0+0                | -           | -           | -           | 24     | 0      |
| 2021-2022             | Manchester Utd        | PL                    | 21         | 0          | FACup+CdL       | 0+1             | 0+0             | UCL                | 4                  | 1                  | -           | -           | -           | 26     | 1      |
| Totale Manchester Utd | Totale Manchester Utd | Totale Manchester Utd | 30         | 0          |                 | 5               | 0               |                    | 15                 | 1                  |             | -           | -           | 50     | 1      |
| 2022-2023             | Siviglia              | PD                    | 27         | 0          | CR              | 0               | 0               | UCL+UEL            | 6+4                | 0+0                | -           | -           | -           | 37     | 0      |
| 2023-2024             | Al-Nassr              | SPL                   | 27         | 2          | KC              | 4               | 0               | ACL                | 2                  | 1                  | SS+CdC      | 1+6         | 0+0         | 40     | 3      |
| lug.-ago. 2024        | Al-Nassr              | SPL                   | 2          | 0          | KCC             | 0               | 0               | ACL                | -                  | -                  | SS          | 2           | 0           | 4      | 0      |
| Totale Al Nassr       | Totale Al Nassr       | Totale Al Nassr       | 29         | 2          |                 | 4               | 0               |                    | 2                  | 1                  |             | 9           | 0           | 44     | 3      |
| set.-dic. 2024        | Botafogo              | A/RJ+A                | 0+11       | 0          | CB              | 0               | 0               | CL                 | 5                  | 1                  | CInt        | -           | -           | 16     | 1      |
| 2025                  | Botafogo              | A/RJ+A                | 3+0        | 0          | CB              | 0               | 0               | CL                 | 0                  | 0                  | SB+RS+Cmc   | 1+2         | 0           | 6      | 0      |
| Totale Botafogo       | Totale Botafogo       | Totale Botafogo       | 3+11       | 0          |                 | 0               | 0               |                    | 5                  | 1                  |             | 3           | 0           | 22     | 1      |
| Totale carriera       | Totale carriera       | Totale carriera       | 353        | 28         |                 | 59              | 3               |                    | 77                 | 5                  |             | 15          | 0           | 480    | 36     |

### Cronologia presenze e reti in nazionale
| Cronologia completa delle presenze e delle reti in nazionale ― Brasile | Cronologia completa delle presenze e delle reti in nazionale ― Brasile | Cronologia completa delle presenze e delle reti in nazionale ― Brasile | Cronologia completa delle presenze e delle reti in nazionale ― Brasile | Cronologia completa delle presenze e delle reti in nazionale ― Brasile | Cronologia completa delle presenze e delle reti in nazionale ― Brasile | Cronologia completa delle presenze e delle reti in nazionale ― Brasile | Cronologia completa delle presenze e delle reti in nazionale ― Brasile |
| Data                                                                   | Città                                                                  | In casa                                                                | Risultato                                                              | Ospiti                                                                 | Competizione                                                           | Reti                                                                   | Note                                                                   |
| ---------------------------------------------------------------------- | ---------------------------------------------------------------------- | ---------------------------------------------------------------------- | ---------------------------------------------------------------------- | ---------------------------------------------------------------------- | ---------------------------------------------------------------------- | ---------------------------------------------------------------------- | ---------------------------------------------------------------------- |
| 23-3-2019                                                              | Porto                                                                  | Brasile                                                                | 1 – 1                                                                  | Panama                                                                 | Amichevole                                                             | -                                                                      |                                                                        |
| 9-10-2020                                                              | San Paolo                                                              | Brasile                                                                | 5 – 0                                                                  | Bolivia                                                                | Qual. Mondiali 2022                                                    | -                                                                      | 77’                                                                    |
| 13-10-2020                                                             | Lima                                                                   | Perù                                                                   | 2 – 4                                                                  | Brasile                                                                | Qual. Mondiali 2022                                                    | -                                                                      | 72’                                                                    |
| 13-11-2020                                                             | San Paolo                                                              | Brasile                                                                | 1 – 0                                                                  | Venezuela                                                              | Qual. Mondiali 2022                                                    | -                                                                      | 90+6’                                                                  |
| 1-2-2022                                                               | Belo Horizonte                                                         | Brasile                                                                | 4 – 0                                                                  | Paraguay                                                               | Qual. Mondiali 2022                                                    | -                                                                      |                                                                        |
| 29-3-2022                                                              | La Paz                                                                 | Bolivia                                                                | 0 – 4                                                                  | Brasile                                                                | Qual. Mondiali 2022                                                    | -                                                                      |                                                                        |
| 23-9-2022                                                              | Le Havre                                                               | Brasile                                                                | 3 – 0                                                                  | Ghana                                                                  | Amichevole                                                             | -                                                                      |                                                                        |
| 27-9-2022                                                              | Parigi                                                                 | Brasile                                                                | 5 – 1                                                                  | Tunisia                                                                | Amichevole                                                             | -                                                                      | 65’                                                                    |
| 28-11-2022                                                             | Doha                                                                   | Brasile                                                                | 1 – 0                                                                  | Svizzera                                                               | Mondiali 2022 - 1º turno                                               | -                                                                      | 86’                                                                    |
| 2-12-2022                                                              | Lusail                                                                 | Camerun                                                                | 1 – 0                                                                  | Brasile                                                                | Mondiali 2022 - 1º turno                                               | -                                                                      | 55’                                                                    |
| 25-3-2023                                                              | Tangeri                                                                | Marocco                                                                | 2 – 1                                                                  | Brasile                                                                | Amichevole                                                             | -                                                                      |                                                                        |
| 20-6-2023                                                              | Lisbona                                                                | Brasile                                                                | 2 – 4                                                                  | Senegal                                                                | Amichevole                                                             | -                                                                      | 74’                                                                    |
| Totale                                                                 |                                                                        | Presenze                                                               | 12                                                                     |                                                                        | Reti                                                                   | 0                                                                      |                                                                        |

## Palmarès

### Club

#### Competizioni nazionali
- Campionato turco: 1

Galatasaray: 2014-2015
- Coppa di Turchia: 2

Galatasaray: 2013-2014, 2014-2015
- Supercoppa di Turchia: 1

Galatasaray: 2015
- Campionato portoghese: 2

Porto: 2017-2018, 2019-2020
- Supercoppa di Portogallo: 1

Porto: 2018
- Coppa del Portogallo: 1

Porto: 2019-2020
- Campionato brasiliano: 1

Botafogo: 2024

#### Competizioni internazionali
- UEFA Europa League: 1

Siviglia: 2022-2023
- Coppa dei Campioni araba per club: 1

Al-Nassr: 2023
- Coppa Libertadores: 1

Botafogo: 2024